# Véres szombat

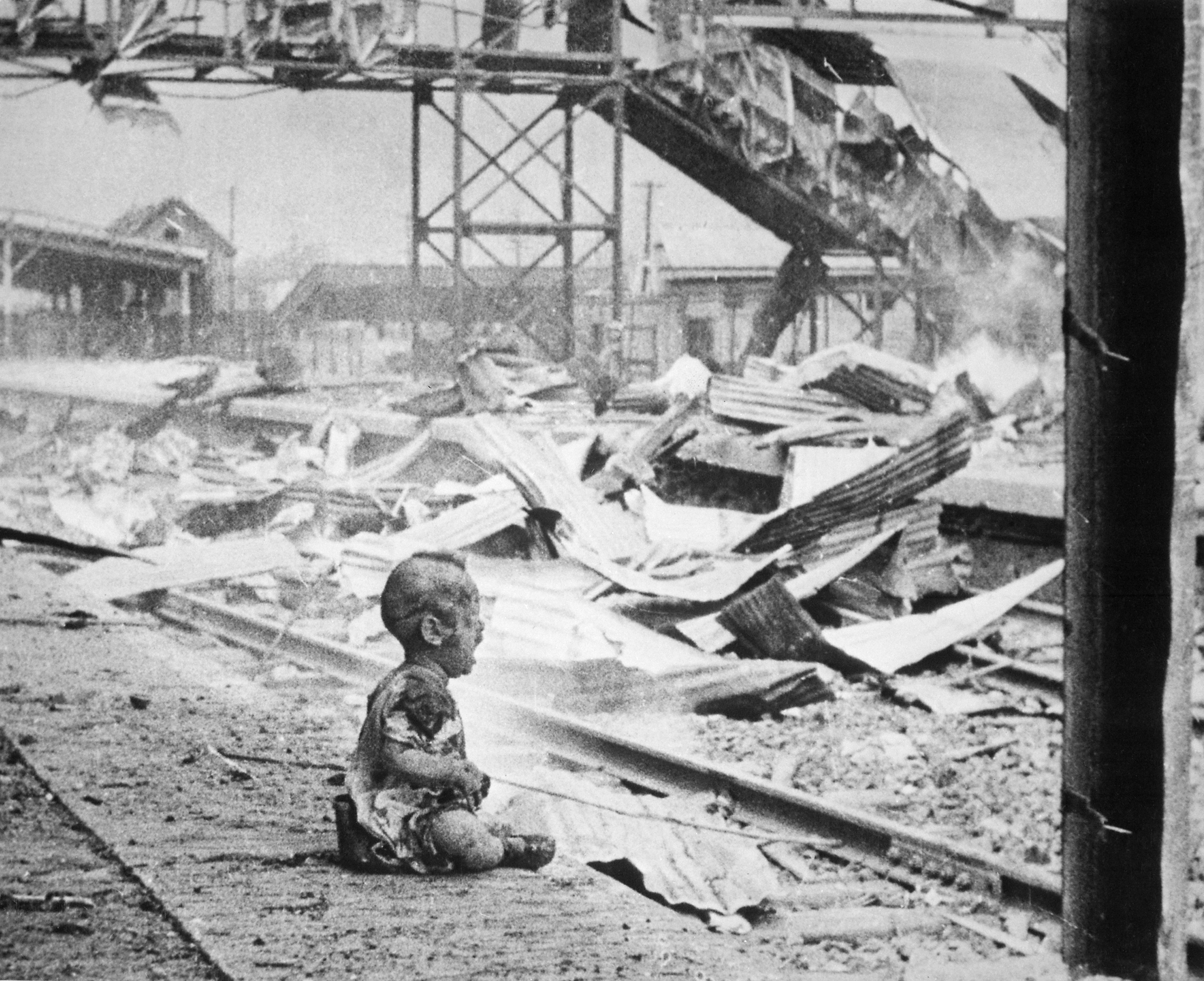
H. S. Wong: Véres szombat (zselatinos ezüst, 1937)

Véres szombat (Bloody Saturday) néven vált ismertté az a fényképfelvétel, melyet Vang Hsziao-ting (Wang Xiaoting) (H. S. Wong) kínai fotóriporter készített egy sebesült, síró kisgyermekről a második kínai–japán háború idején, 1937 augusztusában a Sanghaj Déli pályaudvart ért bombatámadást követően. A fénykép Japán Kína elleni erőszakos fellépésének jelképévé vált.

## Az incidens
A második kínai–japán háború egyik ütközete a sanghaji csata volt. A Japán Császári Hadsereg városban állomásozó csapatait 1937. augusztus 13-án támadták meg a kínai csapatok. A Japán Császári Hadseregnek mintegy 200 000 katonát, hadihajókat és a légierőt kellett mozgósítania, hogy a várost ellentámadással bevegyék. A harc három hónapig húzódott, és a veszteségek messze meghaladták az eredetileg tervezettet. A csata egyik súlyos incidense augusztus 28-án történt, amikor a Japán Császári Hadsereg repülőgépei ártatlan civileket bombáztak le a város egyik vasútállomásán.

## Wong fotója

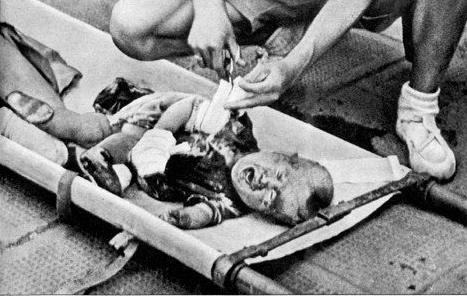
A gyermeket ellátják (Fotó: ismeretlen, 1937)

Több újságíró is értesült arról, hogy a japán csapatok augusztus 28-án támadást terveznek indítani a város ellen. A riporterek és fotósok a megadott időpont, délután két óra előtt a Butterfield&Swire épület tetején gyülekeztek, hogy lefotózhassák a támadást. A megadott időpontban azonban nem történt semmi. Az újságírók egy órányi hiábavaló várakozás után összecsomagoltak és elmentek. Csak páran maradtak a helyszínen, köztük Wong, aki a Hearst Metrotone News tudósítójaként dolgozott. Négy órakor repülőgépek zaja töltötte be az eget és 16 bombázó jelent meg, melyek néhány kör megtétele után megkezdték a bombatámadást. A támadás célpontja a Déli pályaudvar volt, ahol mintegy 1800 vonatra váró ember, többségében nő és gyerek tartózkodott. A támadás áldozatainak számát 200–300 főre becsülik.
Wong autójával azonnal a támadás helyszínére hajtott és kamerájával filmezni kezdett. Amikor kamerájából kifogyott a film a nála lévő Leica fényképezőgépével dolgozott tovább. „Szörnyű látvány volt. Halottak és sebesültek feküdtek végig a síneken és a peronon. Végtagok hevertek mindenütt. Csak a munkám segített abban, hogy elfelejtsem mindazt amit láttam. Megálltam, hogy újratöltsem a kamerát. Azt vettem észre, hogy a cipőm vérben ázik. Keresztül mentem a síneken, és hosszú snitteket készítettem a lángoló híddal a háttérben. Akkor megláttam egy férfit, aki felvett egy gyermeket a sínekről, hogy a peronra helyezze. Visszament egy másik súlyosan sérült gyermekért. Az anya a síneken feküdt holtan. Lefilmeztem a tragédiát. Hallottam a visszatérő gépek hangját. Gyorsan ellőttem a maradék filmet a gyermekre. Odarohantam a gyermekhez, hogy biztonságba helyezzem, de az apja már visszaért. A bombázók elrepültek. Nem dobtak le bombát.” – emlékezett vissza Wong.

## A felvétel hatása
Wong a filmet és a képeket Amerikába küldte. A filmfelvételt 1937 szeptemberében kezdték vetíteni a mozikban a filmek előtti filmhíradóban. A képsorokat később Frank Capra is felhasználta 1944-es Battle of China című propagandafilmjében. A fotók először a Hearst Corporation újságaiban jelentek meg. Wong híressé vált felvételét a LIFE magazin 1937. október 4-én egy teljes oldalon közölte le. „136 millió ember látta ezt a képet a Sanghaj Déli pályaudvarról” – szólt a cikk címe. A fotót később a magazin olvasói az év fotójának választották. A cikkben egy másik – ismeretlen fotós által készített – fotót is közzétettek, melyen a kisgyermek már egy hordágyon fekszik. Egy orvos térdel mellette, hogy levágja a ruhát a sérült kezéről. A kisgyermek további sorsa azonban ismeretlen: nem tudni, hogy mi lett vele, életben maradt-e vagy sem. Arra sem derült fény, hogy fiú volt-e vagy lány.

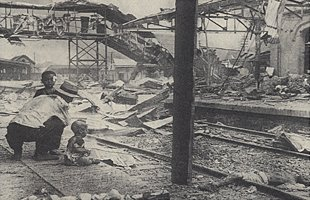
Az ismeretlen férfi a gyermek mellett (Fotó: H.S. Wong, 1937)

A felvétel – mely Kínai gyermek és Véres szombat címmel is ismert – megjelenését követően nagy nemzetközi visszhangot kapott: egyaránt vitatták és bírálták a képet. A síró gyermek fotója Japán Kína elleni agressziójának jelképévé vált. Az Egyesült Államok, Nagy-Britannia és Franciaország a fénykép hatására tiltakozott az ellen, hogy a japán hadsereg városokat bombázzon. Nem akarták, hogy ártatlan civilek essenek áldozatul a harcoknak.
A Look magazin 1937. december 21-én megjelent számában Wong egy másik felvételét is közzétették: ezen a képen a síró gyermek mellett egy férfi és egy másik, öt év körüli gyermek látható. A férfi személyazonosságát nem sikerült kideríteni. Többen azt feltételezték, hogy a férfi Wong asszisztense, Tagucsi, aki a gyermeket állította be, hogy Wong minél hatásosabb felvételeket készíthessen. Mások szerint egy mentőmunkás lehetett, aki a fotósnak segédkezett. Wong ezzel szemben a gyermek apjaként írta le a férfit, aki a támadás után jött, hogy kimenekítse a gyermekét az esetleges újabb bombázás elől.
A Japán Birodalom a kép miatt vérdíjat tűzött Wong fejére. A felvétel hamisítványnak tartották és csak a kínai propaganda hatásos eszközeként tekintettek rá. Nem tagadják a támadás tényét, de a szerintük hamis fénykép téves benyomást kelt a történtekről.
A fényképpel kapcsolatos viták a mai napig nem zárultak le. A Tokiói Egyetem professzora, Fudzsioka Nobukacu egy 1999-ben megjelent tanulmányában azt írta, hogy a felvétel beállított és manipulált. Nobakacu úgy véli, hogy a fehér kalapos férfi segédkezett Wongnak a fotózásban, hogy a kép minél drámaibb legyen. A professzor szerint ráadásul a fotóhoz utólag füstöt is adtak. Ezzel szemben a China Press munkatársa, Malcolm Rosholt elmondása szerint Wong megérkezésekor is füst terjengett az állomáson. Érdekes, hogy Nobukacu tanulmányában nem említi meg azt a szintén a LIFE magazinban megjelent felvételt, melyen a gyermeket elsősegélyben részesítik.
Wong fotóját a LIFE magazin 2003-ban beválasztotta azon 100 fénykép közé, melyek megváltoztatták a világot.

## Fordítás
Ez a szócikk részben vagy egészben  a   Bloody Saturday (photograph) című angol Wikipédia-szócikk ezen változatának fordításán alapul.  Az eredeti cikk szerkesztőit annak laptörténete sorolja fel. Ez a jelzés csupán a megfogalmazás eredetét és a szerzői jogokat jelzi, nem szolgál a cikkben szereplő információk forrásmegjelöléseként.